# コキンバイザサ
コキンバイザサ Hypoxis aurea Lour. はキンバイザサ科（旧分類ではヒガンバナ科）の多年草。笹のような根出葉をつけ、地際に黄色い花を付ける。

## 特徴
多年生の草本。塊状の地下茎を持ち、その径は6-10mm、上部は古い葉の膜に包まれる。地上茎はごく短く、葉はすべて根出状に出る。葉のうちで外側のものは膜質で短く、内側から出るものは線形で長さ6-30cmに達する。葉身は平行脈があって縁は滑らかで、細くて長い毛をまばらにつける。
花期は5-6月。花茎は葉腋から出て長さ5-10cmで細く、また細くて長い毛がある。その先端に1個の花を付けるが、稀に2個つけることがある。苞は2個あって線形で膜質、長さ5mm。苞から伸び出す子房は長さ5mmで長い毛が多い。花被片は6で内側3枚、外側3枚共に楕円形で長さ6-10mmで長い毛が生えている。花被は黄色で、花被片は平らに開く。雄しべは6あり、それぞれの花被片の基部に着いている。葯は長さ1.5-2.5mmで基部がくぼんでいる。葯は花糸より短い。花柱は長さ2-3mmで直立して柱状、先端柱頭は3つに割れる。果実は蒴果で長楕円形をしており、長さ6-10mm。果実は背面で裂開する。種子は偏球形で径1.2-1.5mmで黒褐色をしており、表面には細かな突起が並び、中央に小さな突起が1つある。

## 分布と生育環境

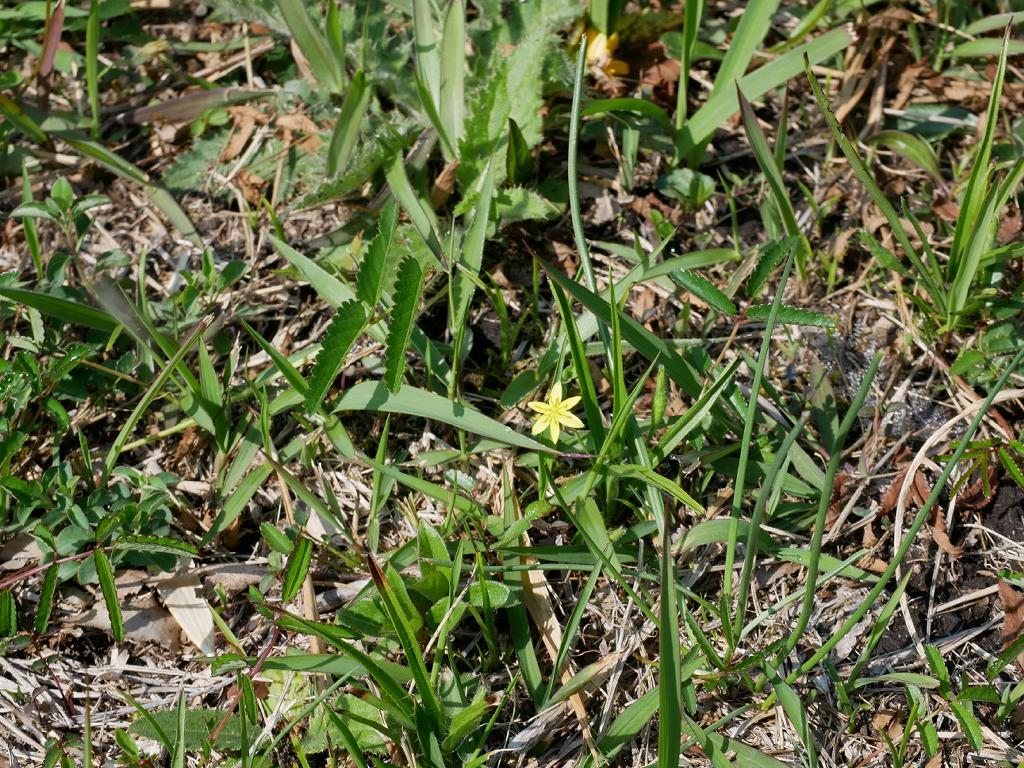
生育地の様子

日本では宮城県以南の本州から琉球列島にまで知られ、国外では中国南部、台湾から東南アジアの大陸部、ネパール、インド、マレーシア、インドネシア、フィリピン、パプアニューギニアにまで広く分布している。
山地の林縁や草原に生える。

## 類似種など
本種の属するコキンバイザサ属は世界の熱帯域を中心に約90種が知られるが、日本では本種のみが知られている。似たものとしては同科ながら別属のものでキンバイザサ Curculigo orchioides がある。やはり細長い葉を根出状に出し、その葉の腋から細い花茎を伸ばして黄色い花を付ける。異なる点は本種では花被片が大きく平らに開き、基部が花つつを作らないが、この種では花被片の基部が長い筒を作る点である。なおこの種も東南アジアからインドやパプアニューギニアに渡る広い分布域を持つが、日本では本州の紀伊半島と中国地方以南と、本種よりさらに南寄りな地域に分布する。

## 保護の状況
環境省のレッドデータブックには取り上げられていないが、府県ごとには本州から九州に渡る各地で指定されている。宮城県、栃木県、福井県、大阪府では野生のものは絶滅したとされている。千葉県、愛知県、和歌山県、奈良県など12の県で絶滅危惧I類と、強い危険にさらされているとの判断である。草地に生える丈の低い植物であることから、遷移が進むことで生育環境が失われる例が多いことがその理由に取り上げられている。